# Condado de Poblaciones
Conde de Poblaciones es un título nobiliario español otorgado en 1754 por el rey don Fernando VI de España a Domingo Ortiz de Rozas, gobernador de Chile.

Corona condal.

## Historia
Domingo Ortiz de Rozas y García de Villasuso (1683-1756), militar español, gobernador de Chile (1746-1755). 
Nacido el 21 de noviembre de 1683, ingresó en el ejército y participó en diversas campañas en Italia y África. Alcanzó el grado de mariscal de campo y en 1737 obtuvo la cruz de la Orden de Santiago. 
En 1741 fue nombrado gobernador de Buenos Aires, y cuatro años después de Chile, ejerciendo este último cargo hasta 1755, cuando entregó el mando a Manuel de Amat. 
Durante su gobierno en Chile fundó numerosas ciudades (Coelemu, La Florida, Casablanca, Petorca, Quirihue, La Ligua, Cuz-Cuz), y como consecuencia de esta extraordinaria labor, el 28 de junio de 1757 le fue concedido en Chile, en premio, el título de conde de Poblaciones por el Rey Fernando VI.
Además, inauguró la Universidad Real de San Felipe, en honor al rey español Felipe V, ubicada en la ciudad de Santiago (11 de marzo de 1747), fundó la Casa de Moneda (1743), y realizó también el cambio del emplazamiento de la ciudad de Concepción, debido a la magnitud del terremoto y del maremoto que afectaron a la ciudad en la noche del 23 de mayo de 1751. 
Al mismo tiempo, organizó el comercio marítimo y el abastecimiento de mercaderías. Tras abandonar el gobierno de Chile, dejó un grato recuerdo por su rectitud. Falleció en 1756, durante la travesía del Atlántico, cuando regresaba a España. 
Heredó el título nobliliario de II Conde de Poblaciones, Don José Ortiz de Rozas y Ruiz de Briviesca, al ser hijo de Don Domingo Ortiz de Rozas y García de Villasuso, y a éste le sucedió a su vez, su hijo, Don José Joaquín Ortiz de Rozas, III Conde de Poblaciones, que accedió al título nobiliario mediante carta de sucesión en 1785.
- Otras notas de interés:

En un anuncio fechado el 10 de noviembre de 1869 se publica en la Gazeta de Madrid la vacancia del título. El 6 de junio de 1870 se vuelve a hacer, esta vez con un plazo de reclamación de seis meses.
El 4 de abril de 1929 y el 15 de febrero de 1949 el título fue reclamado por Clemencia Sáenz Valiente y Aguirre.

## Titulares
- Domingo Ortiz de Rozas y García de Villasuso, I conde de Poblaciones (1683-1756). Casó con María Francisca Pérez de Balenzuela, sin sucesión; y en segundas nupcias con Ana Felipa Ruiz de Briviesca y Ruiz de Ahumada. Le sucedió su hijo:

- José Joaquín Ortiz de Rozas y Briviesca, II conde de Poblaciones (1740-1765). Casó con Anastasia Basilia Josefa Alducín de la Deheza. Le sucedió su hijo:

- José Joaquín Ortiz de Rozas y Alducín, III conde de Poblaciones (1767-1829). Casado con María de la Concepción O'Doyle Molina Guerán y Zaldívar, sin sucesión; y en segundas nupcias con María Regla Yriberry y Benítez. Le sucedió su único hijo, póstumo:

- José Domingo Francisco Ortiz de Rozas e Yriberry, IV conde de Poblaciones (1829-1835). Falleció soltero. Le sucedió su tía paterna:

- María Joaquina de los Dolores Ortiz de Rozas y Alducín, V condesa de Poblaciones (1766-post. 1841). Falleció soltera.

D. José Joaquín Ortiz de Rozas y Alduncin de la Dehesa Ruiz de Briviesca Ahumada y Dehesa Alvarado, III Conde de Poblaciones y Caballero de Alcántara, fue Teniente de Fragata de la Real Armada y nació en Aspe (provincia de Alicante, España), el 19 de agosto de 1767, tal y como se figura en el expediente de pruebas de hidalguía al ingreso a la Orden de los Caballeros de Alcántara (Exp. 1.107, año 1795).
El III Conde de Poblaciones accedió al título mediante carta de sucesión en 1785, ocupando el título de su padre Don José Ortiz de Rozas y Ruiz de Briviesca, Capitán del Regimiento de la Reina y nacido en Cádiz en 1740. 
En el momento de la sucesión el aspense Don José Joaquín Ortiz de Rozas, III Conde de Poblaciones, ya se encontraba en posesión de hidalguía por reconocimiento de la Real Chancillería de Valladolid en 1706 y por los Tribunales de Corte y Real Consejo de Navarra de 1654, librada por su tercer abuelo paterno, descendiente del Palacio de Alduncin, con la heráldica propia del apellido, "compuesta por dos lobos andantes y unas barras" (Exp. 2.370 de hidalguía, Revista de Genealogía, Nobleza y Arma, enero-febrero de 1971).

## Genealogía del III Conde de Poblaciones
El III Conde Poblaciones, D. José Joaquín Ortiz de Rozas y Alducín de la Dehesa Ruiz de Briviesca Ahumada y Dehesa Alvarado, nació -como ya se ha comentado- en el municipio alicantino de Aspe, en 1767, sin tener familia aparente en la comarca del Medio Vinalopó, si bien pudiera ser descendientes de los Ortín, Orti u Ortis de Novelda, pues estos apellidos son el mismo que "Ortiz" y sus variantes obedecen, sin duda alguna, a errores de copia. Así lo comprueba expedientes de pruebas de nobleza para ingreso en Órdenes Militares y otros documentos. Pero lo que está probado es que ninguno de sus padres, abuelos y bisabuelos, nacieron en la provincia de Alicante y que por extrañas circunstancias la madre del III Conde de Poblaciones, se encontraba en Aspe en el momento del alumbramiento.
EL CONDE ASPENSE, D. JOSÉ JOAQUIN ORTIZ DE ROZAS
D. José Joaquín Ortiz de Rozas y Alducin de la Dehesa Ruiz de Briviesca Ahumada y Dehesa Alvarado, III Conde de Poblaciones y Caballero de Alcántara, fue Teniente de Fragata de la Real Armada y nació en Aspe (Orihuela - ALICANTE), el 19 de agosto de 1767.
PADRES
D. José Joaquín Ortiz de Rozas Ruiz de Briviesca, II Conde de Poblaciones y Capitan del Regimiento de la Reina.
Nació en Cádiz 14 de agosto de 1740.
Su hermano D. Ignacio fue Caballero de Santiago por R.C. en el Pardo el 20 de marzo de 1779.
Casó en Badajoz el 2 de junio de 1760.
Dña. Anastasia Alduncin de la Dehesa.
Nació en Badajoz el 20 de abril de 1745.
Testó en Madrid el 30 de agosto de 1776, ante el Sr. Notario, D. Tomás González de San Martín.
Hijos, José Joaquín y María Dolores.
ABUELOS PATERNOS
D. Domingo Ortiz de Rozas, Teniente General de los Reales Ejércitos, Caballero de Santiago por R.C. de 13 de junio de 1737, fue Presidente y Capitán General de Chile. Nació en la villa de Rozas (Asturias) en 1683. Casó en Cádiz (Sagrario) el 21 de enero de 1736.
Falleció en el mar, camino de España, en 1756. Alcanzó el título de I Conde de Poblaciones, título nobiliario español otorgado por el Rey Fernando VI de España.
Ana Felipa Ruiz de Briviesca y Aumada. Nació en Cádiz (Sagrario) el 23 de agosto de 1712.
ABUELOS MATERNOS
Lorenzo Alduncin, Intendente Honorario de los Reales Ejércitos. Nació en Goizueta, el 22 de noviembre de 1688.
Casó en Badajoz, el 10 de marzo de 1740.
Maria de la Dehesa Alvarado Santoyo. Nació en Carrión de los Condes, el 3 de octubre de 1706.
BISABUELOS PATERNO PATERNOS
Urbán Ortíz de Rozas Fernández. Nació en 1645 en Rozas Valle de Soba Santander Arzobispado de Burgos.
Bautizado en 20 de febrero de 1645 - Parroquia de San Miguel de Rozas, Valle de Soba, Santander, Arzobispado de Burgos.
Isabel García de Villasuso Sainz de la Maza. Nació el 12 de abril de 1648 en Regules, Valle de Soba, Santander, Arzobispado de Burgos.
BISABUELOS PATERNO MATERNOS
Pascual Alduncin. Nació el 18 de enero de 1663.
Existe Sentencia de hidalguía en favor de su padre, D. Martín Alduncin -casado con María Navarte-, en Navarra el 2 de octubre de 1654 y 18 de noviembre de 1654, para sí y sus sucesores.
Falleció en Goizueta el 24 de febrero de 1686.
María de Aranizar
BISABUELOS MATERNO MATERNOS
José de la Dehesa y Alvarado. Nació en Limpias y fue hijo de José Alvarado y de María de la Cueva. Fiel del Estado de Hijosdalgo en Carrión en 1708.
TATARABUELOS
Pedro Ortiz de Rozas Zorrilla. Bautizado el 23 de abril de 1613 en Rozas, Valle de Soba Santander Arzobispado de Burgos.
Casado el 14 de mayo de 1637 en Regules, Valle de Soba, Santander, Arzobispado de Burgos con Francisca Fernández de Soto Pérez.
Fue Caballero de la Orden de Alcántara con prueba de ingreso efectuada por Vicente de Cadenas y Vicent, en 1645, 1662 y 1667 1668, Regidor el 11 de agosto de 1680. Testo Mancomunado en Rozas ante Juan Martínez del Valle.
Su padre fue Pedro Ortiz Ezquerra de Rozas, casado el 26 de septiembre de 1597 en el Valle de Soba con Catalina Sainz de Zorrilla.
Don Pedro Ortiz de Rozas, nacido en Rozas, suprime el apellido Ezquerra de su madre y adopta por primera vez el apellido Ortiz de Rozas. Fue empadronado como hijodalgo y contrajo matrimonio el 26 de septiembre de 1597 con Doña Catalina Sainz Zorrilla, la que testó en el año 1631. 
Sus abuelos fueron D. Rodrigo Ortiz y Ana Ezquerra de Rozas.
Francisca Fernández de Soto Pérez. Nacida el 1 de junio de 1618 en Regules, Valle de Soba.
Bautizada el 18 de junio de 1618 en Regules, Valle de Soba, Arzobispado de Burgos.
Sus padres fueron D.Francisco Fernández de Soto y D. María Pérez de Soto.